# شیفته عمارت
عمارتِ دیوانه‌وار (انگلیسی: Maniac Mansion) یک بازی ماجراجویی سال ۱۹۸۷ است که توسط شرکت لوکاس‌آرتز ارائه شد. این بازی جزء بازی‌های اپل ۲ و تولیدشده در ایالات متحده آمریکا می‌باشد.
به دنبال آن، دیو میلر، شخصیت اصلی نوجوان را دنبال می‌کند، زیرا او تلاش می‌کند تا دوست دخترش را از یک دانشمند دیوانه نجات دهد، که ذهن او توسط یک شهاب حسابی به بردگی درآمده است. بازیکن با استفاده از رابط نقطه و کلیک برای هدایت دیو و دو نفر از شش بازیکن قابل بازی از طریق عمارت دانشمند در حالی که حل پازل و اجتناب از خطرات. گیم پلی غیر خطی است و بازی باید با روش‌های مختلف بر اساس انتخاب شخصیت‌های بازی تکمیل شود. در ابتدا برای Commodore 64 و Apple II منتشر شد، Maniac Mansion اولین محصول خود منتشر شده توسط Lucasfilm Games بود.
این بازی در سال ۱۹۸۵ توسط رون گیلبرت و گری وینیک طراحی شد، که به دنبال داستان کمدی بر اساس فیلم ترسناک و کلیشه‌های B فیلم بود. آنها قبل از شروع برنامه‌نویسی، این پروژه را به عنوان یک بازی کاغذ و مداد طراحی کردند. در حالی که عنوان ها قبلاً ماجراجویی به خطوط فرمان تکیه کرده بودند، گیلبرت چنین سیستم‌هایی را دوست نداشت و او رابط کاربری ساده و جالب سادهٔ Maniac Mansion را به عنوان یک جایگزین توسعه داد. برای سرعت بخشیدن به تولید، او یک موتور بازی به نام SCUMM ایجاد کرد که در بسیاری از عنوان ها بعد LucasArts استفاده شد. پس از انتشار، Maniac Mansion به چند سیستم عامل منتقل شد. یک پورت برای سیستم سرگرمی نینتندو باید به شدت به کار گرفته شود، در پاسخ به شکایات نینتندو آمریکا که این بازی برای کودکان نامناسب بود. [۴]
Maniac Mansion به شدت مورد تحسین قرار گرفت: بازرسان گرافیک، صحنه‌های خنده دار، انیمیشن و طنز را تحسین می‌کردند. Writer Orson Scott Card آن را بهعنوان قدم به سوی «بازیهای کامپیوتری [تبدیل شدن به یک هنر داستانکاری معتبر» ستایش کرد] ستود. این اثر عنوان ها ماجراجویانه گرافیکی زیادی را تحت تأثیر قرار داد و رابط کاربری آن با کلیک بر روی نقطه و کلیک یک ویژگی استاندارد در این ژانر شد. موفقیت این بازی Lucasfilm را به عنوان یک رقیب جدی برای استودیوهای بازی‌های ماجراجویی مانند Sierra On-Line تثبیت کرد. در سال ۱۹۹۰، Maniac Mansion به یک سری تلویزیونی سه فصل با همین نام اقتباس شد، توسط یوجین لووی نوشته شده و با بازی جو فلاهرتی. دنباله بازی با عنوان «روز تنتکل» در سال ۱۹۹۳ منتشر شد.

## بررسی اجمالی
Maniac Mansion یک بازی ماجراجویی گرافیکی است که در آن بازیکن با استفاده از رابط نقطه و کلیک برای هدایت شخصیت‌ها از طریق یک بازی دو بعدی بازی و حل پازل‌ها. [۵] [۶] دستورالعمل‌های عملیاتی مانند «راه رفتن به» و «بازکردن» ممکن است توسط بازیکن از منوی نیمه پایین صفحه انتخاب شود. بازیکن با انتخاب دو نفر از شش شخصیت به همراه داو میلر، شخصیت اصلی بازی را شروع می‌کند. [۵] هر شخصیت دارای توانایی‌های منحصر به فرد است: به عنوان مثال، سید و رازور می‌توانند آلات موسیقی را بازی کنند، در حالی که برنارد می‌تواند لوازم را تعمیر کند. [۷] بازی ممکن است با هر ترکیبی از شخصیت‌ها تکمیل شود اما از آنجا که بسیاری از پازل‌ها تنها توسط شخصیت‌های خاص قابل حل هستند، باید بر اساس ترکیب گروه، مسیرهای مختلفی ساخته شوند. [8] [9] Maniac Mansion ویژگی‌های پنهان، کلمه ای که توسط رون گیلبرت ساخته شده‌است، [۱۰] [۱۱] که گیم پلی را برای پیشبرد داستان و پخش کردن بازیگران دربارهٔ رویدادهای خارج از صفحه را متوقف می‌کند. [۵] [۸]
این بازی در عمارت خانواده ادیسون تخیلی انجام می‌شود: دکتر فرد، دانشمند دیوانه؛ پرستار ادنا، همسرش؛ و فرزندشان عجیب و غریب اد. [۸] زندگی با Edisons دو شاخک بزرگ، نازک، یک بنفش و سبز دیگر است. توالی مقدماتی نشان می‌دهد که یک شهاب حسابی در نزدیکی عمارت بیست سال پیش سقوط کرد؛ این مغز Edisons را شستشو داده و به دکتر فرد هدایت می‌کند تا مغز انسان را برای استفاده در آزمایش‌ها به دست آورد. بازی شروع می‌شود به عنوان دیو میلر آماده برای ورود به عمارت برای نجات دوست دختر خود، سندی پانتز، که توسط دکتر فرد مورد آزار قرار گرفته‌است. [۸] [۱۲] به استثنای شاخساره سبز، ساکنان عمارت خصمانه هستند و شخصیت‌های بازیکن را به زندان منتقل می‌کنند یا در بعضی موارد آنها را می‌کشند- اگر آنها را ببینند. هنگامی که شخصیت می‌میرد، بازیکن باید یک جایگزین را از شخصیتهای انتخاب نشده انتخاب کند؛ و بازی به پایان می‌رسد اگر تمام شخصیت‌ها کشته شوند. Maniac Mansion دارای پنج انتهای ممکن است، بر اساس آن شخصیت‌ها انتخاب می‌شوند، که زنده ماندن و کاراکترها انجام می‌شود

## توسعه

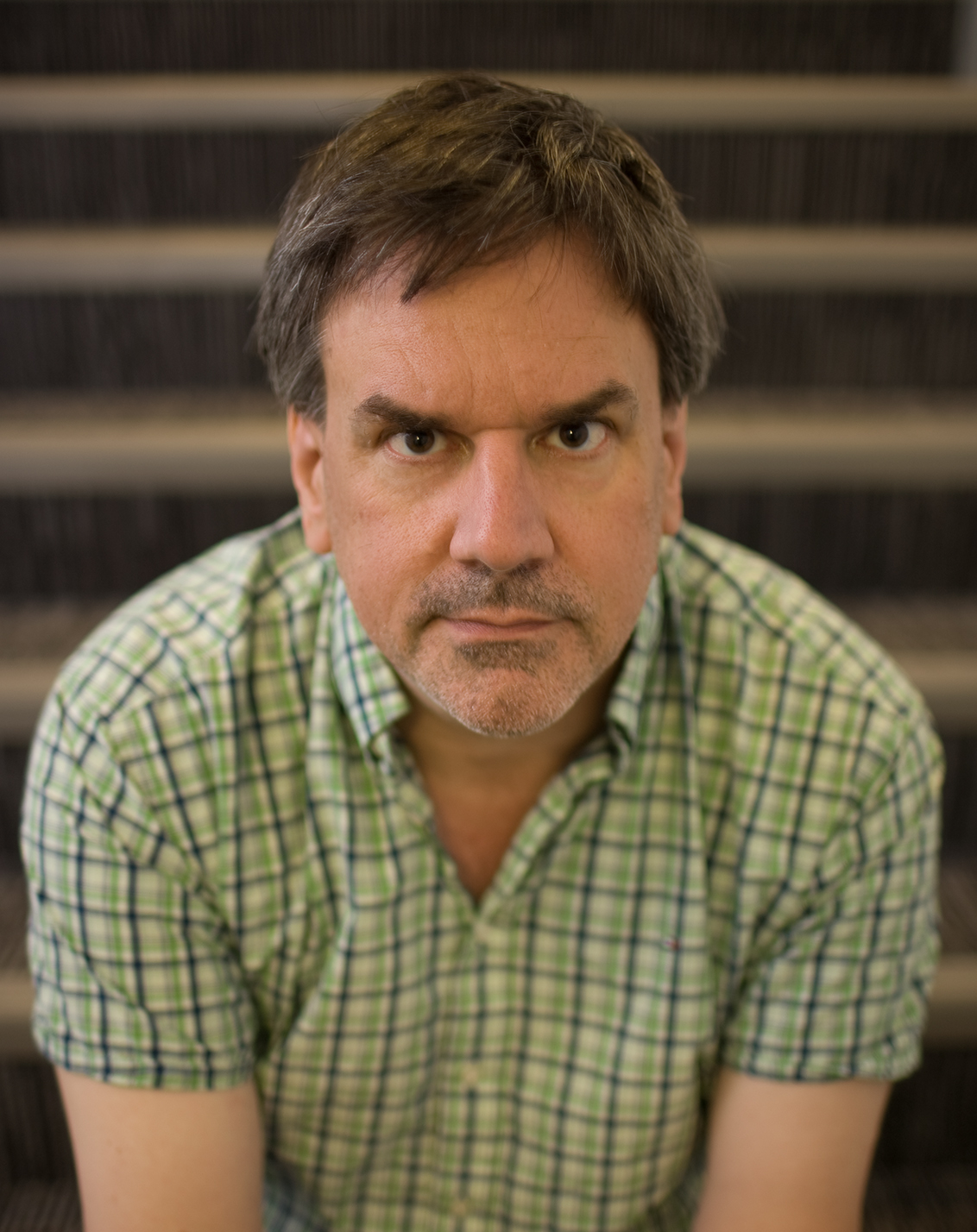
عکسی از رون گیلبرت

رون گیلبرت (تصویر) یک عمارت دیوانه وار و با همکاری طراحی شده با گری وینیک؛ آنها هر دو طرفداران بازی پازل و گرافیکی بودند. [۱۴]
Mansion Mansion در سال ۱۹۸۵ هنگامی که کارکنان بازیهای Lucasfilm Ron Gilbert و Gary Vinnik برای ایجاد یک بازی اصلی طراحی شد، طراحی شد. [۱۵] گیلبرت در سال گذشته به عنوان یک برنامه‌نویس برای بازی Koronis Rift استخدام شد. [۱۶] او وینیک با طعم‌های مشابه در طنز، فیلم و تلویزیون دوست داشتنی است. مدیریت شرکت نظارت کمی را در ایجاد Maniac Mansion ایجاد کرد، روندی که گیلبرت موفقیت چندین بازی خود را برای Lucasfilm به دست آورد. [۱۷]
گیلبرت و وینیک این پروژه را با هم همکاری و همکاری کردند، اما به‌طور جداگانه نیز کار می‌کردند: گیلبرت در برنامه‌نویسی و وینیک در تصاویر. همان‌طور که هر دو آنها از فیلم B وحشت لذت می‌بردند، تصمیم گرفتند یک بازی کمدی وحشت ایجاد کنند که در یک خانه خالی از سکنه قرار داشته باشد. [۱۵] [۱۶] آنها از یک فیلم که نام وی وینیک نمی‌توانست به یاد بیاورد، الهام بخشید. او این را به عنوان «فیلم ترسناک خنده دار نوجوان» توصیف کرد که در آن نوجوانان درون یک ساختمان بدون هیچ گونه تفکر از بین رفتند. این فیلم همراه با کلیشه‌های از فیلم‌های ترسناک محبوب مانند جمعه ۱۳ و A Nightmare در خیابان الم، پایه ای برای تنظیم بازی بود. [۱۷] بازی‌های Lucasfilm به جای خانه ایستاده در Skywalker Ranch در طول مانایاک نقل مکان کردند. [۱۷] دوره مفهوم عمارت و خانه اصلی مزرعه به عنوان یک مدل برای عمارت استفاده شد. تعدادی از اتاق اصلی خانه به‌طور دقیق در بازی پخش شد، مانند یک کتابخانه با یک پله مارپیچی و یک اتاق رسانه ای با یک تلویزیون بزرگ روی صفحه و پیانو بزرگ. [۱۶]
داستان و شخصیت‌ها یک نگرانی اولیه برای گیلبرت و وینیک بود. [۱۴] جفت بر اساس بازی بازی بر روی دوستان، اعضای خانواده، آشنایان، و کلیشه‌ها. به عنوان مثال، دوست دختر ویوییک Ray الهام بخش رازور بود، [۱۶] [۱۸] در حالی که دیو و وندی بر اساس بر اساس، در گیلبرت و همکار کارمند Lucasfilm به نام وندی بود [۱۶] بر طبق وینیک، خانواده ادیسون پس از کاراکترهای EC Comics و مجلات انتشارات وارن [۱۷] شکل گرفته‌است. شهابسنگی معتقد است که دکتر فرید مغز را با یک قسمت از فیلم Crypshow سال ۱۹۸۲ الهام گرفته‌است. گیاه تغذیه ای انسان، شبیه به Little Shop of Horrors بود. [۱۶] توسعه دهندگان به دنبال تعادل میان تنش و طنز با داستان بازی بودند. [۱۴]
خانه اصلی Skywalker Ranch الهام گرفته از طراحی محوطه Maniac Mansion است.
در ابتدا، گیلبرت و وینیک تلاش کردند ژانر گیم پلی بازی را برای Maniac Mansion انتخاب کنند. گیلبرت در هنگام بازدید از بستگان در طول کریسمس، بازی دیوانه او را بازی Quest Quest: Quest for the Crown، بازی ماجراجویی Sierra On-Line، دید. گرچه او طرفدار ماجراهای متن بود، این اولین تجربه گیلبرت با ماجراجویی گرافیکی بود